# Abdülhamid 2.
Abdülhamid 2. (osmannisk-tyrkisk: عبد الحميد ثانی, `Abdü’l-Ḥamīd-i sânî; tyrkisk: İkinci Abdülhamid; 21. september 1842 – 10. februar 1918) var den 34. sultan af Det Osmanniske Rige. Han var den sidste sultan som havde absolut magt over riget. Han befandt sig i perioder med fald og i perioder af sejr. Han tabte en krig mod Det Russiske Kejserrige, men vandt til gengæld en krig mod Kongeriget Grækenland i 1897. Abdulhamid 2. regerede fra 1876 til 1909, hvor han blev afsat efter den Ungtyrkiske revolution.
Han moderniserede riget, byggede jernbaner, reformerede bureaukratiet og havde en panislamisk ideologi, som han brugte til at forene riget efter mange års splid.
Hans forældre var Abdülmecid og Tirmujgan Hanim.
Abdülhamid 2. blev ofte kaldt Den Røde Sultan eller Abdulhamid den Forbandede af sine modstandere, blandt andet russerne, armenierne og rumænerne.